# 平和統一開発党
平和統一開発党 (へいわとういつかいはつとう, ソマリ語: Kulmiye Nabad, Midnimo iyo horumar iyo, アラビア語: حزب التضامن) は、アフリカ北東部地域に位置する事実上の独立国家であるソマリランドの政党である。なお、マスメディアによっては、｢団結党｣や｢連合開発党｣と訳されることもある。党首はムセ・ビヒ・アブディ。

## 解説

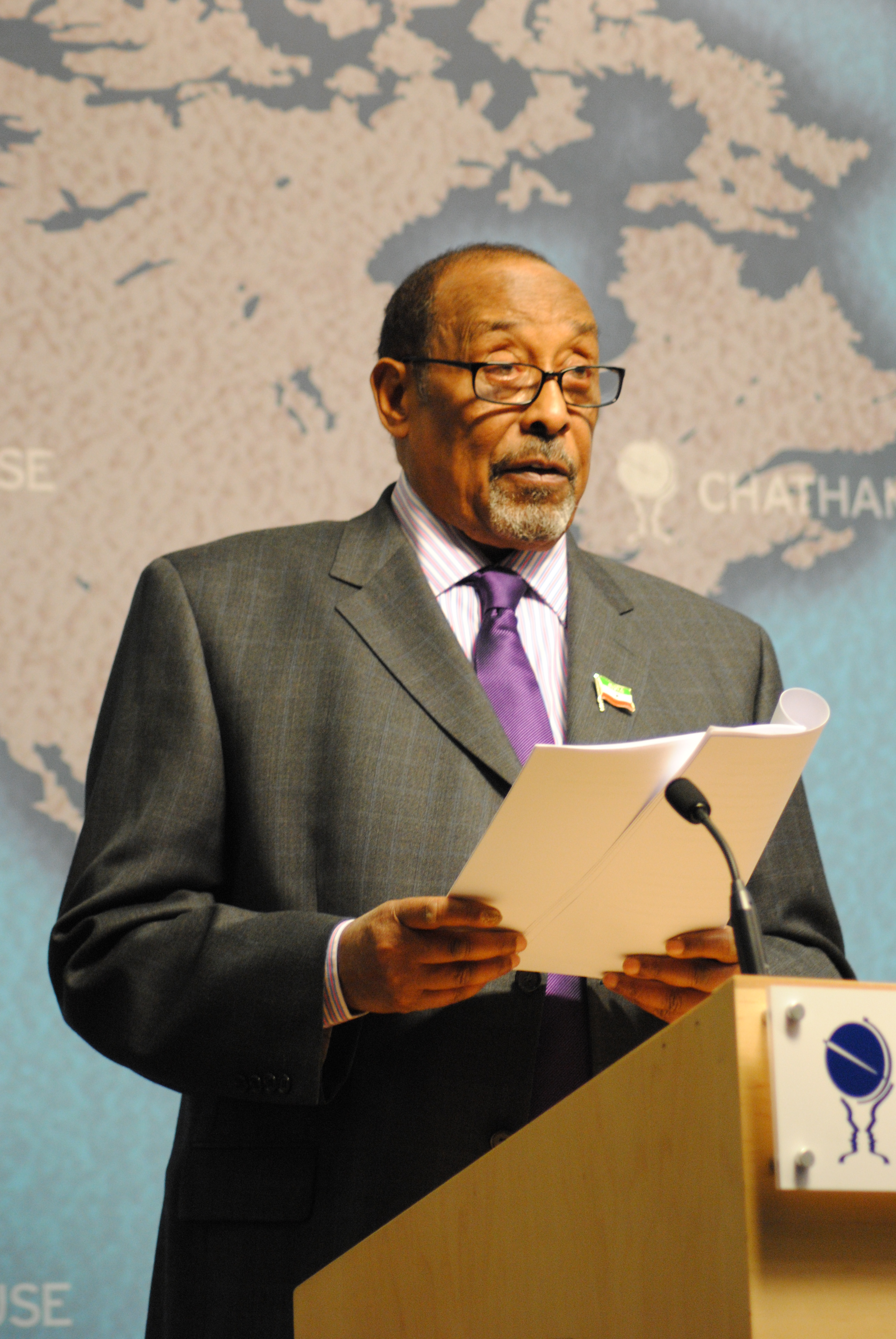
創始者のアフメッド・シランヨ

2003年4月14日の大統領選挙において、候補者のアフメッド・シランヨが42.1%の票を獲得したものの落選。前任のダヒル・リヤレ・カヒンとは僅差であった。
2005年9月29日に行われた議会選挙では、党が34.1%の票を獲得し、82議席中28議席を占めている。
アフメッドと副大統領候補のAbdirahman Sayliciは、2010年大統領選挙で、前回よりも多くの票を集め、次ぐカヒンを大きく引き離して次代の大統領となる。
2017年の大統領選挙ではムセ・ビヒ・アブディを候補者として55.1%を得票して当選。引き続き政権を担うこととなった。しかし2024年11月13日に執行された大統領選挙では野党・ワダニ党所属で元下院議長のアブディラフマン・モハメド・アブドゥラヒが64％を得票し再選を狙ったムセは敗北、平和開発統一党は下野することとなった。